# Kegelpalpje
Het kegelpalpje (Centromerus pabulator) is een spin uit de familie hangmatspinnen (Linyphiidae).
Het kegelpalpje wordt 2,5 tot 4 mm groot. Het prosoma is geel- tot roodbruin. De benen zijn iets lichter. De opisthosoma zijn grijs tot bijna zwart, soms met lichte strepen. Men vindt deze spin in het mos van naaldbossen. Het kegelpalpje is wijdverspreid in Europa en Rusland.